# Allotrichoma laterale
Allotrichoma laterale är en tvåvingeart som först beskrevs av Friedrich Hermann Loew 1860.  Allotrichoma laterale ingår i släktet Allotrichoma och familjen vattenflugor. Arten är reproducerande i Sverige. Inga underarter finns listade i Catalogue of Life.